# IC 1896
IC 1896 је спирална галаксија у сазвјежђу Часовник која се налази на листи објеката дубоког неба у Индекс каталогу.
Деклинација објекта је - 54° 12' 50" а ректасцензија 3h 7m 52,9s. Привидна величина (магнитуда) објекта IC 1896 износи 15,0 а фотографска магнитуда 15,8. IC 1896 је још познат и под ознакама ESO 155-4, PGC 11722.